# Estádio Bicentenario de La Florida
O Estádio Bicentenario Municipal de La Florida é um estádio multiuso situado em La Florida, no Chile. É mais usado para partidas de futebol e é utilizado pelo Audax Italiano no mando de suas partidas. Foi inaugurado em 1986 com capacidade para 7 mil espectadores. Após a reforma terminada em 2007, sua capacidade subiu para 12 mil espectadores.
Durante os Jogos Pan-Americanos de 2023, o local recebeu a cerimônia de encerramento, como uma espécie de passagem de bastão para os Jogos Parapan-Americanos de 2023, uma vez que recebeu o torneio de futebol de 7.